# Bosjöklosters socken
Bosjöklosters socken i Skåne ingick i Frosta härad, uppgick 1969 i Höörs köping och området ingår sedan 1971 i Höörs kommun och motsvarar från 2016 Bosjöklosters distrikt.
Socknens areal är 55,79 kvadratkilometer varav 32,32 land. År 2000 fanns här 1 657 invånare. En del av tätorterna Sätofta, Ormanäs och Stanstorp, orterna Gamla Bo, Fogdarp och Stanstorp samt slottet och kyrkbyn Bosjökloster med sockenkyrkan Bosjöklosters kyrka ligger i socknen.

## Administrativ historik
Socknen har medeltida ursprung, troligen bildad genom utbrytning ur Höörs socken och Fulltofta socken. Namnet skrevs före 1875 även Klinta socken.
Vid kommunreformen 1862 övergick socknens ansvar för de kyrkliga frågorna till Bosjöklosters församling och för de borgerliga frågorna bildades Bosjöklosters landskommun. Landskommunen uppgick 1952 i Snogeröds landskommun som upplöstes 1969 då denna del uppgick i Höörs köping som ombildades 1971 till Höörs kommun. Församlingen uppgick 2002 i Ringsjö församling.
1 januari 2016 inrättades distriktet Bosjökloster, med samma omfattning som församlingen hade 1999/2000.  
Socknen har tillhört län, fögderier, tingslag och domsagor enligt vad som beskrivs i artikeln Frosta härad. De indelta soldaterna tillhörde Norra skånska infanteriregementet, Frosta kompani och Skånska dragonregementet, Torna Sqvadron, Sallerups Kompani.

## Geografi
Bosjöklosters socken ligger söder om Höör både norr och söder om Ringsjön och på den halvö som delar sjön i Västra och Östra Ringsjön. Socknen är en odlad småkuperad slättbygd söder om sjön och på halvön och mer skogrik norr om sjön.

## Fornlämningar
Från stenåldern är ett 40-tal boplatser funna. Dessutom finns här en dös och gravar från järnåldern. 

## Namnet
Namnet skrevs 1559 Boosiö och kommer från den ö det forna klostret låg på där önamnet i mitten av 1100-talet skrevs Bosö.